# Бабино (Болгарія)
Ба́бино (болг. Бабино) — село в Кюстендильській області Болгарії. Входить до складу общини Бобов-Дол.

## Населення
За даними перепису населення 2011 року у селі проживали 229 осіб, з них 226 осіб (99,6%) — болгари.
Розподіл населення за віком у 2011 році:
Динаміка населення: